# CIWS
 CIWS  és l'acrònim en anglès de  Close-in Weapon System , traduïble per «sistema d'armament de proximitat», encara que més apropiadament seria «sistema artiller antimíssil». Es tracta d'una arma defensiva emprada en navilis de combat moderns per defensar-se míssils antivaixell quan estan a menys de dos quilòmetres del seu blanc.
Usualment consta d'una combinació de radar, ordinadors i diverses armes de foc ràpid i calibre mitjà, ubicades en un muntatge rotatiu. El sistema CIWS més conegut és el nord-americà Phalanx CIWS. Altres sistemes són l'holandès Goalkeeper, el turc Sea Zenith, l'espanyol Meroka, el rus Kashtan, l'italià DARDO i el xinès Tipo 730.

## Comparació de sistemes CIWS actuals

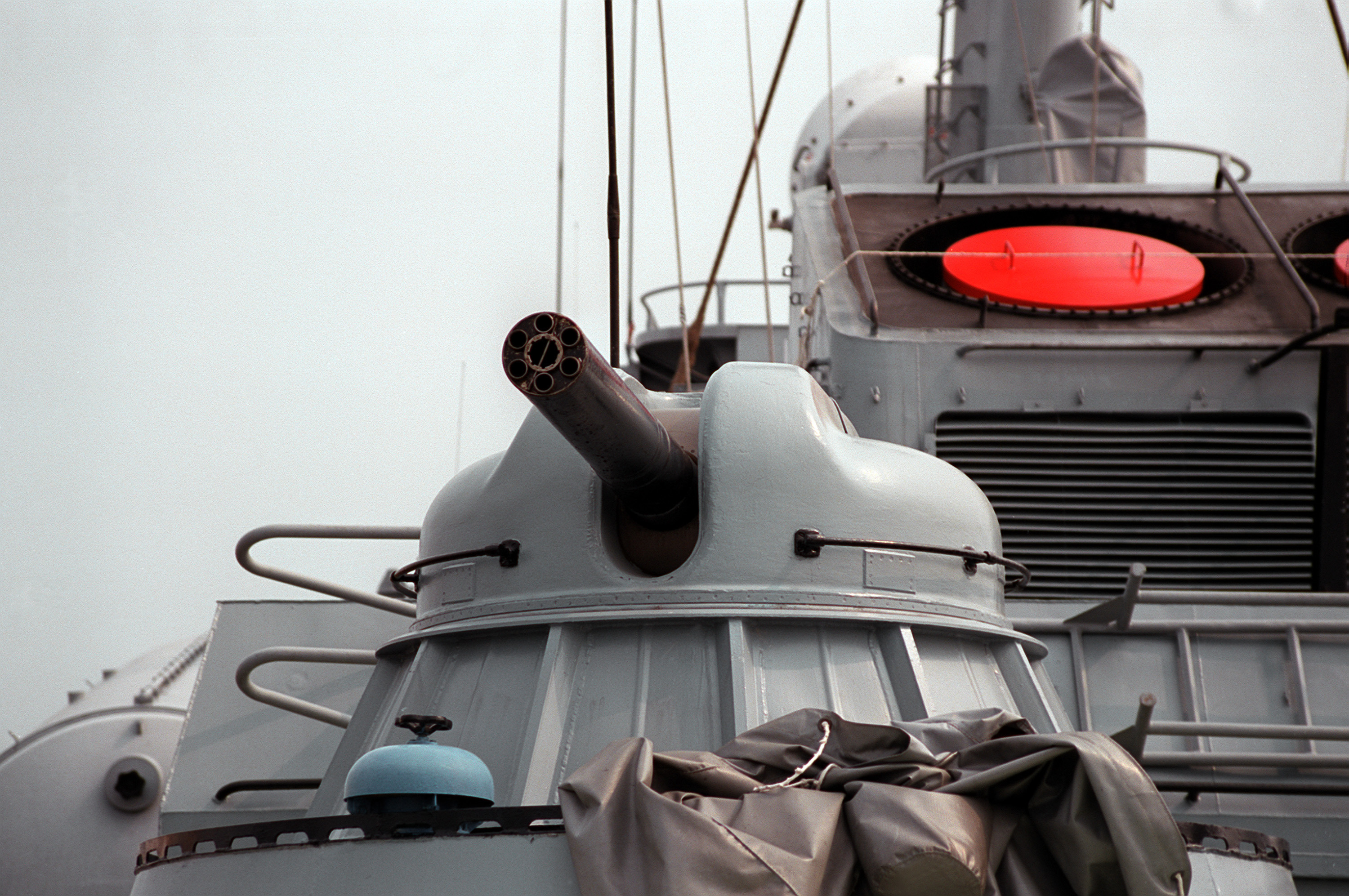
CIWS model AK-630.

|                                            | AK-630                                                                | Phalanx CIWS                                                            | Goalkeeper CIWS                                                    | DARDO                                                      | Millennium                                                                   |
| ------------------------------------------ | --------------------------------------------------------------------- | ----------------------------------------------------------------------- | ------------------------------------------------------------------ | ---------------------------------------------------------- | ---------------------------------------------------------------------------- |
| Pes                                        | 9.114 kg                                                              | 6.200 kg                                                                | 9.902 kg                                                           | 5.500 kg                                                   | 3.300 kg                                                                     |
| Armament                                   | GSh-6-30: Canó automàtic de calibre 30 mm, tipus Gatling amb 6 canons | M61 Vulcan: Canó automàtic de calibre 20 mm, tipus Gatling amb 6 canons | GAU-8: Canó automàtic de calibre 30 mm, tipus Gatling amb 7 canons | Bofors 40 mm: Canó automàtic de calibre 40 mm amb 2 canons | Oerlikon Millennium: Canó automàtic de calibre 35 mm, tipus revòlver, 1 canó |
| Cadència de tir                            | 5.000 trets per minut                                                 | 4.500 trets per minut                                                   | 4.200 trets per minut                                              | 600/900 trets per minut                                    | 200/1.000 trets per minut                                                    |
| Abast efectiu (tret amb trajectòria plana) | 4.000 m                                                               | 3.600 m                                                                 | 2.000 m                                                            | 4.000 m                                                    | 3.500 m                                                                      |
| Munició emmagatzemada                      | 2.000 cartutxos                                                       | 1.550 cartutxos                                                         | 1.190 cartutxos                                                    | 736 cartutxos                                              | 252 cartutxos                                                                |
| Muzzle velocity                            | 900 m/s                                                               | 1.100 m/s                                                               | 1.109 m/s                                                          | 1.000 m/s                                                  | 1.050 m/s o 1.175 m/s                                                        |
| Elevació                                   | -12 a +88 graus                                                       | -25 a +85 graus                                                         | -25 a +85 graus                                                    | -13 a +85 graus                                            | -15 a +85 graus                                                              |
| Velocitat d'elevació                       | 50 graus per segon                                                    | 115 graus per segon                                                     | 100 graus per segon                                                | 60 graus per segon                                         | 70 graus per segon                                                           |
| Rotació                                    | 360 graus                                                             | -150 a +150 graus                                                       | 360 graus                                                          | 360 graus                                                  | 360 graus                                                                    |
| Velocitat de rotació                       | 70 graus per segon                                                    | 115 graus per segon                                                     | 100 graus per segon                                                | 90 graus per segon                                         | 120 graus per segon                                                          |